# 辰孫王
辰孫王（しんそんおう、356年-?）は、百済の王族である。近仇首王の孫で辰斯王の息子である。応神天皇時代、祖父近仇首王の命を受けて学者王仁と一緒に『論語』10巻と『千字文』1巻を携え、全羅南道霊岩郡から船で日本に渡った。その後、百済には帰国せずに日本に定着した。菅野氏と葛井連の始祖となる。息子太阿郎王は仁徳天皇の近侍となった。

## 考証
『日本書紀』によると王辰爾は船賦を数え録したことを称えられ、船史の氏姓を賜り、王辰爾の甥である胆津が白猪史、さらに王辰爾の弟の王牛が津史の氏姓を賜った。後にそれぞれ連を賜り、さらにその後、船史は宮原宿禰、津史が菅野朝臣、白猪史が葛井連の氏姓を賜った。彼らの祖は古く応神朝の時に日本に来た辰孫王とする伝承もあるが、これは創作であり、実際は王辰爾からはじまった氏族とされる。

## 家系
- 祖父:近仇首王
- 父:辰斯王
  - 兄:餘暉
- 子:太阿郎王
  - 孫:亥陽君や玄陽君
    - 曾孫:午定君や塩君
      - 4代孫:王辰爾
      - 4代孫:味沙や味散君
      - 4代孫:麻呂君